# Schönau (Baviera)
Schönau é um município da Alemanha, situado no distrito de Rottal-Inn, no estado da Baviera. Tem 36,01 km² de área, e sua população em 2019 foi estimada em 1.948 habitantes.